# Assassin's Creed IV: Black Flag
Assassin's Creed IV: Black Flag er et computer- playstation- og Xbox-spil, udgivet i år 2013. Det er et historisk open world-spil, der foregår i det Caribiske Hav i starten af 1700-tallet. Det er udviklet af Ubisoft Montreal og udgivet af Ubisoft. Det er den sjette titel i Assassin's Creed-serien, og er en efterfølger af Assassin's Creed III, der dog foregår tres-halvfjerds år senere.
Det blev udgivet på verdensplan d. 29. oktober 2013 til Playstation 3 og Xbox 360. Wii U-versionen blev i Europa forsinket til den 22. november. 2013. Computerversionen af spillet skulle oprindeligt være udgivet sammen med Xbox- og Playstation-spillene, men blev forsinket til den 19. november i Nordamerika og 22. november i Europa.

## Gameplay
Spillet indeholder tre hovedbyer: Havana, Kingston og Nassau. De er under henholdsvis spansk, britisk og pirat-indflydelse. Spillet indeholder også 50 andre "unikke" steder at udforske. Meningen med Assassin's Creed IV var ifølge Ubisoft at lave et spil, hvor man er mere fri, og hvor der er færre restriktioner for hvor man må gå hen, hvad man kan lave etc. I modsætning til forgængeren Assassin's Creed III, som var mere begrænset og havde en meget striks plan.
Blandt tiltagende er muligheden for at kapre tilfældige, forbipasserende skibe og udforske gamle mayaruiner og ubeboede øer. Desuden er jagt-systemet fra Assassin's Creed III blevet bibeholdt, så man stadig kan jage både på landjorden og i havet (sidstnævnte foregår med harpun).
Et andet aspekt af spillet er hovedpersonens skib, The Jackdaw. Det er muligt opgradere skibet med fx bedre harpun, større kanoner eller forskellige typer af jernkugler. Spilleren kan bruge en kikkert, der kan bruges til at holde udkig efter fjendtlige skibe - og afsløre, om skibet indeholder fragt nok.

## Personer
Hovedpersonen er Edward Kenway, en brite og tidligere kaper. Senere medlem af Assassin-ordenen. Han er far til Haytham Kenway og bedstefar til Ratonhnhaké:ton - de to hovedpersoner i Assassin's Creed III. Rigtige personer er også med i spillet og spiller en væsentligt rolle. Blandt dem er Sortskæg, Benjamin Hornigold, Anne Bonny, Calico Jack og Charles Vane.

## Scene
Som med de tidligere spil i Assassin's Creed-serien er spillet delt i to dele. En del, der foregår tilbage i fortiden, og en del, der foregår i nutiden. Man spiller en person, ansat i Abstergo Entertainment (en del af tempelridderordenen), der genoplever Desmond Miles' forfædres verden. I dette tilfælde Edward Kenway. Modsat tidligere ser man spillet i nutiden fra førstepersons-vinkel, og kan dermed ikke se, hvem man spiller.
Den forhistoriske del af spillet foregår i det Caribiske Hav. Man oplever adskillige små øer såvel som Cuba og den sydlige del af Florida samt Yucatán-halvøen.

## Modtagelse og kritik
Generelt modtog Assassin's Creed IV: Black Flag god kritik af såvel spillere som spil-kritikere og -magasiner. De højt anerkendte hjemmesider GameRankings og Metacritic gav PlayStation 3-versionen henholdsvis 87,79 % og 88/100, Xbox 360-versionen 86,41 % og 85/100, Wii U versionen 85,00% og PlayStation 4-versionen 81,94 % og 92/100 .
GameSpot gav spillet 9/10, da de lovpriste "Den store og smukke verden", kampe til søs, et progressivt styring, en god historie og massere at opdage uden hele tiden at skulle vente på, at spillet skulle indlæses.  IGN gav spillet karakteren 8½/10 med begrundelsen (oversat): "Det er et fantastisk spil, der giver der friheden til at lave din egen sjov." .

### Brud af dyrerettighederne
Dyrerettighedsorganisationen PETA (People for the Ethnical Treatment of Animal, folk for etisk behandling af dyr) kritiserede Assassin's Creed IV:Black Flag for deres inkludering af mulighed for hvalfangst i spillet, da de mente, at det var skammeligt for et computerspil at "glorificere" hvalfangst.  Ubisoft svarede, at de ikke viste "illegal hvalfangst" (da hvalfangst på dette tidspunkt var en accepteret og legal del af tilværelsen), men snarere viste piraternes livsstil (da pirater ofte tjente ekstra penge på blandt andet at fange hvaler).